# Jessica Wahls
Jessica Martina Wahls (née le 2 février 1977 à Bad Nauheim), est une chanteuse/compositrice et présentatrice de télévision allemande. Elle s'est fait connaître du public en 2000 lorsqu'elle participe au groupe musical féminin allemand No Angels, le girl group allemand qui a vendu le plus d'albums.

## Biographie
Jessica Wahls est la fille unique d'un père Afro-américain et d'une Allemande. Ses parents divorcèrent alors qu'elle n'avait que 6 mois. Elle fut élevée par sa mère, une secrétaire de direction, à Bad Nauheim (Hesse). Sa mère se remariera en 1999.
En 2000, Jessica arrête sa formation d'assistante de voyage pour rejoindre le groupe de musique féminin No Angels, qui est lancé à la suite de l'émission télévisée Popstars. Deux ans plus tard, elle accouchera d'une fille et quitta le groupe. Dès 2003, elle reprend sa carrière musicale mais en solo alors que son ancien groupe se sépare totalement. Elle sort alors quatre titres simples en langues allemande et anglaise ayant eu un succès mitigé. Elle a également présenté quelques émissions à la télévision allemande notamment sur la chaîne 9Live. En 2007, la reformation du groupe No Angels fut décidé. 

## Discographie

### Simples
| Année | Titre                | Classement | Classement |
| Année | Titre                | GER        | AUT        |
| ----- | -------------------- | ---------- | ---------- |
| 2003  | Ten Steps Back       | 41         | 54         |
| 2004  | Don't Get Me Started | 51         | -          |
| 2005  | Du Bist Wie Ich      | 78         | -          |
| 2005  | Bedingungslos        | 92         | -          |